# Edino Nazareth Filho
Edino Nazareth Filho, ismertebb nevén: Edinho (Rio de Janeiro, 1955. június 5. –) brazil labdarúgóedző, korábbi válogatott labdarúgó.

## Pályafutása

### Klubcsapatban
1975 és 1982 között a Fluminensében játszott, melynek színeiben három Carioca bajnoki címet szerzett (1975, 1976, 1980). 1982-ben Olaszországba igazolt az Udinese csapatához, ahol öt évet töltött. 1987-ben hazatért Brazíliába a Flamengo együttesébe. Később szerepelt még a Fluminense és a Grêmio csapatában is. 

### A válogatottban
1977 és 1986 között 45 alkalommal szerepelt a brazil válogatottban és 3 gólt szerzett. Részt vett az 1976. évi nyári olimpiai játékokon, illetve az 1978-as, az 1982-es és az 1986-os világbajnokságon, és tagja volt az 1979-es Copa Américán résztvevő válogatott keretének is.

## Sikerei, díjai

### Játékosként
Fluminense
- Carioca bajnok (3):  1975, 1976, 1980

Flamengo
- Brazil bajnok (1): 1987

Grêmio
- Gaúcho bajnok (1): 1989
- Brazil kupagyőztes (1): 1989

Brazília
- Világbajnoki bronzérmes (1): 1978